# Nusa pursati
Nusa pursati là một loài ruồi trong họ Asilidae. Nusa pursati được Tomosovic miêu tả năm 2005. Loài này phân bố ở miền Ấn Độ - Mã Lai.